# Elke Krystufek
Elke Krystufek née le 16 juillet 1970 à Vienne est une artiste contemporaine autrichienne. Elle travaille à Vienne et à Rotterdam. Son œuvre, très souvent marquée par la sexualité, suscite parfois de vives polémiques. 

## Ses études
Dans les années 1990, Elke Krystufek a étudié à l’Académie des Beaux-Arts de Vienne, notamment sous la direction du peintre Arnulf Rainer. Elle subit l’influence d’Egon Schiele et de l’actionnisme viennois, qui étaient déjà préoccupés par les questions de la sexualité. 

## Son travail

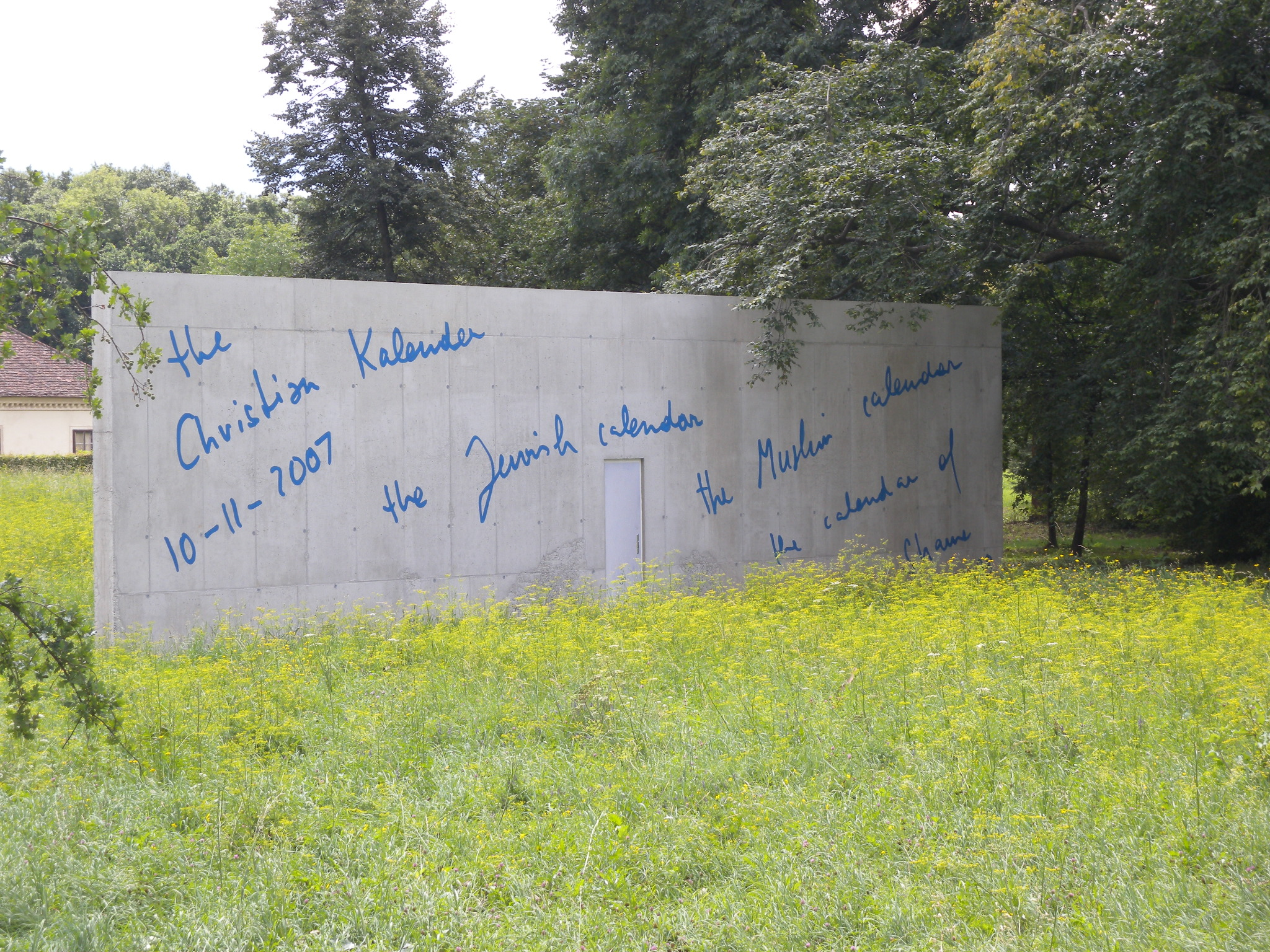
elke krystufek - Wall of Silence (Mur du silence), Schlosspark Grafenegg

Elke Krystufek utilise plusieurs médiums : photographie, vidéo, dessin, installations, performances. Mais son activité artistique reste centrée sur elle-même, son visage, son corps, son sexe. C’est finalement l’artiste, qui, par sa présence, constitue et unifie l’œuvre créée.

## Quelques œuvres
En 1994, à la Kunsthalle de Vienne, Elke Krystufek fait installer une salle de bains, d’un blanc clinique. Elle y offre au spectateur une séance de masturbation, avec ses doigts, des vibromasseurs ou des godemichets. En 1995, dans une vidéo intitulée Wreckage, elle épile son sexe, notamment à l’aide de bandes de cire. En 1997, dans Share the night, elle se fait filmer par un de ses partenaires et l'attire dans ses jeux érotiques.

## Remarques critiques
Les critiques hésitent à se prononcer sur son travail. La masturbation renvoie à un processus d’érotisation qui efface les frontières entre l’art et la pornographie ; mais cela reflète aussi une tendance du monde contemporain où les images sexuelles sont de plus en plus présentes et de plus en plus facilement accessibles, par la télévision, par la vidéo, par Internet. L’épilation, elle, joue-t-elle sur le même registre ? Elle présente au public des gestes intimes, qui vont peut-être à l'encontre de la séduction. 
Dans tous les cas, le corps est montré avec la plus totale liberté, en effaçant la barrière qui sépare la sphère privée de la sphère publique. L’intimité est exhibée, ce qui est jugé par certains comme de la provocation mais correspond aussi à une tendance lourde de notre société médiatique (on peut penser aux talk-shows).

## Présumés innocents
En 2000, Elke Krystufek a participé à l’exposition "Présumés innocents. L’art contemporain et l’enfance", organisée au CAPC de Bordeaux. Sa contribution consistait en une vidéo où l’artiste utilisait un concombre de manière à suggérer une masturbation. Malgré l'interdiction de l'exposition aux mineurs, l'association "La Mouette" a porté plainte. 
En 2006, au nom de la protection de l’enfance, l’ancien directeur des musées de Bordeaux, Henry-Claude Cousseau, et les deux commissaires de l’exposition ont été mis en examen pour « diffusion d’images à caractère pornographique» et «corruption de mineurs par diffusion de documents portant atteinte à la dignité des enfants ». 
Dans son édition du 20 novembre 2006, on pouvait lire dans le journal Libération : « La plainte, déposée fin 2000 par l'association la Mouette, faisait suite à l'indignation d'un père de famille choqué par la violence de certaines images. En particulier par une vidéo de l'Autrichienne Elke Krystufek dans laquelle, affirme la plainte, l'artiste autrichienne filmée par sa mère se masturbait avec un concombre avant de se coudre le sexe. Ce que démentent formellement les organisateurs. »
On voit ici comment se pose, de nouveau, la question du rapport entre l’art et la morale, celle aussi du statut de l’artiste. Est-il possible de tout montrer ? L’artiste est-il affranchi de la morale commune ? Jusqu’à quel point l’artiste peut-il transgresser les tabous de son temps ? 
Mgr Rouet, dans son livre L’Église et l’Art d’avant-garde, (Albin Michel, 2002), met en avant le courage des artistes mis en cause par l’affaire de Bordeaux : « Loin d’offrir une image idyllique de l’enfance, ils ne baissent pas les yeux devant sa violence… Les artistes tentent de sonder le chaos des pulsions en liberté » (p. 22). Il regrette l’attitude des associations qui ont porté plainte : « Elle s’inscrit dans l’inflation des pratiques répressives exercées aussi bien par les pouvoirs politiques que par certaines associations de défense de la moralité publique » (p. 23).
Jean-Jacques Aillagon déclare dans Libération que « ce serait un recul effrayant de la liberté d’expression si l’on venait à considérer qu’Henry-Claude Cousseau a commis un délit » (20 novembre 2006). Dans le même quotidien, Renaud Donnedieu de Vabres affirme : « Il est important de laisser à l’artiste ce degré de liberté supplémentaire, par rapport au commun des mortels, qui lui permet de représenter et dénoncer les maux de la société ».

### Informations
- (nl) Article très complet sur Elke Krystufek
- (en) Liste des expositions et bibliographie
- Pour voir quelques œuvres de Elke Krystufek

### Articles
- Elke Krystufek, une Autrichienne sans complexe, par Alice Bonnet, 2004
- “Présumés Innocents.” L’art contemporain devant les juges, par Aude de Kerros, in Liberté Politique.com, 24 novembre 2006